# Liga (merska enota)
Liga je bila enota za merjenje razdalj, ki se je do nedavnega uporabljala v Evropi in Latinski Ameriki. Uradno se več ne uporablja, pride pa včasih še v poštev v pogovornem jeziku. Njena vrednost je bila različna v raznih krajih in dobah, vendar je v glavnem pomenila razdaljo, ki jo je bilo moč prehoditi ali korakoma prejahati v eni uri, se pravi približno od 4 do 6 km. Popolnoma drugačen kriterij je veljal za morsko ligo, ki je bila izpeljana sicer iz bolj objektivne osnove, to je razdalje med poldnevniki, vendar s pomanjkljivim poznanjem realnega zemeljskega obsega in torej same razdalje med poldnevniki. Morska liga je ponekod še v rabi, čeprav jo je uradno nadomestila morska milja.

## Kopenska liga
Čeprav je kopenska liga kot merska enota razdalj veljala od prvih stoletij našega štetja vse do uvedbe metrskega sistema v devetnajstem stoletju, je njena dejanska zgodovinska vrednost v mnogih primerih samo nakazana. Bolj kot uradna merska enota je bila liga mnogokratnik raznih lokalnih enot, ki so se uporabljale v raznih krajih in dobah, in je v glavnem pomenila le množico teh osnovnih enot. Morda niti Jules Verne ni mislil na ligo kot mero za natančno določeno razdaljo, ko je pisal Dvajset tisoč milj pod morjem, temveč na bolj nedoločeno veliko količino.

### Rimljani
Rimska milja, največja daljinska mera starih Rimljanov, je bila sestavljena iz 1000 korakov, oziroma 200 stopal (vsak korak 5 stopal). Glede na te »okrogle« mnogokratnike, je malo verjetno, da so Rimljani sprejeli ligo, ki je imela vrednost poldruge rimske milje, kot višjo vrednost milje, saj bi ji pripisali večji mnogokratnik kot 1,5. To razmerje je treba jemati le kot opis tuje enote s svojimi vrednostmi. Kljub temu se je v poznih letih Rimskega imperija udomačila raba lige kot osnovne mere, verjetno tudi zaradi skorajšnjega propada rimske civilizacije in vedno večjega vpliva germanske kulture. Pozna latinščina namreč navaja za ligo izraz leuga gallica, to je galska liga. Z današnjim sistemom je vrednost starorimske lige 2,22 km, to je 1,5 krat 1,48 km (rimska milja).

### Španci
Španska liga je bila prvotno trikratna vrednost rimske milje (1000 korakov po 20 stopal), kjer se je jemala v poštev lokalna meritev stopala, zato so bile vrednosti zelo raznolike. V Kastiliji se je na sodiščih uporabljala t.i. kastiljska liga z vrednostjo 2,6 rimskih milj, ki se je delila na 5000 var (vara, 'palica') po 3 stopala, kar bi danes odgovarjalo 4190 metrom. Leta 1568 jo je Filip II. ukinil in jo nadomestil z navadno ligo, ki ni imela natančno določene vrednosti, saj ni upoštevala samo razdalje, ki se prehodi v eni uri, temveč tudi površinsko obliko in zapreke na terenu, vremenske pogoje in podobno. S časom se je uskladila s kastiljsko ligo v delitvi na 20000 stopal, vendar z vrednostjo 6666,66 var, to je 5573 metrov, ponekod zaokroženo do 7000 var. Leta 1769 je kraljevi odlok vzpostavil rabo mejnih kamnov (leguarios) za razdalje med Madridom in oddaljenimi kraji, kjer je bila liga razdeljena na 8000 var.

### Portugalci
Portugalske meritve so slonele na starorimskih pravilih in na raznih spremembah, ki so jih uvedli Arabci, zato so za določanje razdalj uporabljali miljo in dejansko niso poznali daljinske lige. Liga (légua) je bila enota za merjenje razdalj na morju, šele veliko pozneje so tako poimenovali trikratnik geografske milje 1,85 km. Očitno je bila prej zaznana potreba po merjenju pomorskih kot pa kopnih razdalj. Prilagoditve metrskemu sistemu, ki so se za ostale mere začele še v 14. stoletju, so Portugalci za ligo uzakonili šele leta 1855, ko so predvideli prehodno (tranzitorno) metrsko ligo z vrednostjo 5 km.

### Angleži
Na Angleškem je bila liga vedno trikratnik milje, vendar je bila vrednost milje normalno določena lokalno, se pravi z velikimi razlikami glede na kraj in na dobo. V Angliji je na primer veljala 1,53 km, na Škotskem 2,62 km, na Irskem 2,88 km.  V Veliki Britaniji je bila leta 1592 vrednost milje določena v 1,61 km, kar je veljalo do leta 1824, ko je bila uvedena imperialna liga z natančno določeno vrednostjo, in sicer 4,828032 km, to je 1/25 stopinje zemeljskega obsega, kar je še danes veljavno.

### Francozi
V Franciji so se meritve v glavnem opirale na starorimske standarde in na reforme, ki jih je uvedel Karel Veliki v devetem stoletju. Do leta 1674 je francoska liga veljala 3248 metrov (stara liga), nato 3898 m (pariška liga) in 4288 m (poštna liga), vendar je v nekaterih pokrajinah dosegla vrednost 5849 m. Med letoma 1812 in 1840 je bila v veljavi metrska liga z vrednostjo 4000 m, nakar je bila mera ukinjena s prevzemom splošnega metrskega sistema. Metrska liga je bila enota, na katero se je skliceval tudi Verne.

### V južnoameriških državah
Tudi v Južni Ameriki se je razdalja merila različno glede na površinsko obliko pokrajine. 
V Braziliji je vrednost lige zabeležila največja nihanja med raznimi državami, verjetno zaradi zelo različnih pokrajin, po katerih se je prvotno merila enourna hoja. Tako je veljala v državi Sao Paulo razdalja za ligo približno 2 km, medtem ko so severne države uporabljale vrednosti do 7 km.
V Argentini je liga splošno veljala 6000 var, vendar je bila vara lokalno določena. Leta 1857 je bila v provinci Buenos Aires uzakonjena vara z vrednostjo 0,866 metra, kar je dalo ligi vrednost 5196 metrov. Leta 1878 je državni zakon določil vrednost lige v 5000 m.
V Santiagu, prestolnici Čileja, je predmestje La Legua dobilo ime po oddaljenosti od mestnega središča, to je 6000 m. Za časa pacifiške vojne (1879–83) je vlada skoraj uskladila ligo z vrednostjo kastiljske lige, to je 6662 var oziroma 5569 metrov.
V Kolumbiji se je do uvedbe metrskega sistema uporabljala tako imenovana granadska liga, ki je merila 5000 m.
V Guatemali je liga veljala 5572 m, vendar je podeželsko ljudstvo uporabljalo izraz legua za razdaljo 4 km.
V Mehiki se ponekod še uporablja liga z vrednostjo 4190 m. Zanimiv je primer Yukatana, kjer je majevska kultura vplivala tudi na meritev razdalj. Antični Maji so namreč poznali enoto lub, ki je verjetno odgovarjala razdalji 4 kilometrov. Za časa španske nadvlade je bil lub istoveten z ligo, saj je približno odgovarjal razdalji, ki se da prehoditi v eni uri. Po vsej verjetnosti je prav to zgodovinsko ozadje vplivalo na poznejšo več ali manj uradno določitev vrednosti lige.

## Morska liga
Razpoložljiva dokumentacija ne sega v zgodnjo zgodovino plovbe, zato ni znano, kako so merili pomorske razdalje na primer Vikingi ali Feničani. So pa na razpolago podatki o plovbi v dobi odkritij, v glavnem torej o sistemih srednjeveških pomorskih držav. Morska (tudi pomorska ali navtična) liga je bila takrat splošna enota za merjenje razdalje na morju oziroma “od ene zemlje do druge”. V grobih obrisih je bil račun sledeč: 
Zemeljski obseg, ki znaša 40 tisoč km, delimo s 360, dobimo razdaljo 111 kilometrov med stopinjami poldnevnikov. Če je bilo potrebno 17,5 dni za plovbo med dvema poldnevnikoma in če je bila dolžina lige razdalja, ki se da prepluti v enem dnevu, je torej liga merila okoli 6343 m (111:17,5). Razumljivo, da je vrednost lige ogromno nihala, saj niso bile vzete v poštev spremenljivke osnovnih podatkov, kot so dolžina dneva, hitrost plovila, vremenske razmere, predvsem pa ni bil točno določen zemeljski obseg.
Danes je vrednost morske lige 5556 metrov, to je 1/20 stopinje zemeljskega obsega.

### Portugalci
Ob upoštevanju tedanjega računanja razdalj (glej prejšnji odstavek), je pri Portugalcih število lig, ki naj bi potekle med enim poldnevnikom in drugim, nihalo med 18, 20 in 25. Zato je vrednost lige bila določena s tremi glavnimi možnostmi: liga za 18 enot na stopinjo (légua de 18 ao grau) je merila 6172,4 metrov, liga za 20 enot na stopinjo (légua de 20 ao grau) 5555,56 metrov in liga za 25 enot na stopinjo (légua de 20 ao grau) 4444,44 metrov. Za uradne listine je bila v veljavi osrednja vrednost 20 na stopinjo, ki je bila približno enaka kopni ligi. 
Zanimivo je, da se je portugalska liga navadno označevala z opuščajem ('), enako kot stopinja.

### Španci
V začetni dobi odkritij so Španci uporabljali isti postopek računanja kot Portugalci, le s podatki svojih izvedencev. Ocenjevali so, da je možno prepluti razdaljo med dvema poldnevnikoma v časovnem obdobju, ki je nihalo med 14 1/6 dneva in 16 2/3 dneva. S temi podatki bi španska pomorska liga merila med 6.667 in 7.707 metri.
V 16. in 17. stoletju so pomorščaki in kartografi upoštevali ligo za 17,5 enot na stopinjo (legua de 17,5 al grado), ki so jo delili na 4 arabske milje (čigar vrednost je nihala med 1820 in 1964 metri), kar bi dalo vrednost pomorske lige med 7315 in 7857 metri.
Po letu 1840 do prvih desetletij 20. stoletja je španska morska liga merila 5566,72 metrov. To je približno 10 m več od današnje morske lige, ki je trikratnik morske milje po 1852 m, torej 5556 m.

### Angleži
Z unifikacijo leta 1823 je morska liga zapadla. Morske razdalje so se od tedaj merile le z morsko miljo 1852 metrov, kar je približno 1 kotna minuta velikega kroga (ekvatorja). Leta 1970 je bila vrednost 1852 m mednarodno sprejeta.